# École du Barreau
L’École du Barreau est un établissement de formation professionnelle établi en vertu de la Loi sur le Barreau (chapitre B-1) ce qui fait du Barreau du Québec l’un des rares ordres professionnels à s’impliquer directement dans la formation professionnelle de ses futurs membres. Ses activités relèvent du Règlement sur la formation professionnelle des avocats et sa gestion est déléguée au Comité de la formation professionnelle (CFP).
L'École du Barreau est la première institution d’enseignement postuniversitaire en Amérique du Nord qui se porte garante de la préparation et de l’insertion professionnelle des jeunes avocates et avocats dans une perspective de protection du public. 
Elle a pour mission d’assurer la formation professionnelle des futures avocates et des futurs avocats en vue de les préparer aux premières années de la pratique et à l’obtention du permis d’exercice au Québec.

## Historique

### Règles d'admission à la profession d'avocat
Bien que l’École ait été créée officiellement en 1968, les règles d’admission à la profession d’avocat existent depuis 1785. À l'époque, le système de base d’admission à la profession se constitue d'un régime de cléricature, auquel est joint la passation d’un examen professionnel. En 1849, l’Acte pour l’incorporation du Barreau du Bas-Canada organise la profession d’avocat. Ainsi est créée la corporation du Barreau qui se voit attribuer un contrôle absolu sur l’admission à l’étude et à l’exercice du droit. La loi de 1849 accorde notamment aux conseils de sections « (…) le pouvoir de désigner un comité de cinq membres (…) pour examiner les aspirants à l’étude ou à la pratique de la profession ». La cléricature auprès d'un praticien demeure la base du système d'admission. La durée de cette formation peut varier de trois à cinq ans, dépendant de l'absence ou non d'une formation en droit chez le candidat.
En 1881, le Conseil général du Barreau récupère la responsabilité de l’admission à l’étude à la profession. « La loi confie au Conseil Général la direction des examens d'admission qui relevait jusqu'alors de la responsabilité de chacune des sections; la loi pourvoit en plus à la constitution d'un Bureau des examinateurs. »
À la suite de la création des facultés de droit aux universités McGill et Laval, le Barreau acquiert, en 1886, le pouvoir de déterminer le programme de droit dispensé dans les diverses facultés de la province de Québec.
Dans les années qui suivront, plusieurs amendements à la Loi sur le Barreau viendront modifier la durée des études. « Tous ceux qui ont écrit sur l'histoire des facultés de droit ont montré comment la période qui va de 1850 à 1950 est chaotique pour ces institutions (…). »
En 1934, devant l’état du système alors existant, le Conseil Général du Barreau crée une commission spéciale d’enquête pour étudier la question de l'admission à l'étude et à la pratique du droit. À la suite des recommandations de cette commission, le baccalauréat devient une condition d'admission à l'étude du droit et, évolution encore plus fondamentale, le système de la cléricature est abrogé en 1937.
En 1947, le régime universitaire est institué. Il se compose de trois années de formation juridique et d'une quatrième année d'entraînement pratique dispensée par les universités reconnues par le Barreau. Cette quatrième année est sous la direction de la faculté, aux conditions fixées par le Barreau.  

### La création de l'École du Barreau
Le Barreau officialise finalement la prise en charge de la quatrième année avec la création de l’École du Barreau, en 1968. La formation, aussi appelée à l’époque « entraînement professionnel », sera d’abord donnée seulement à Québec et à Montréal; les centres accueilleront respectivement 90 et 202 étudiantes et étudiants la première année. Cette quatrième année de formation sera plus tard dispensée aussi à Ottawa (1972) et à Sherbrooke (1974) . Durant les premières années, le Comité exécutif du Barreau administrera directement l’École, mais les examens relèveront du Bureau des examinateurs jusqu’en 1973.
Les premières années d’existence de la formation professionnelle seront marquées par des conflits entre l’institution et sa communauté étudiante. À la suite des représentations des étudiantes et des étudiants, le gouvernement crée une commission d’enquête dont la mission est de « faire enquête sur la formation des jeunes avocats et des examens et contrôles auxquels ils sont soumis tant dans les facultés de droit que le Barreau du Québec ». Le juge Guy Guérin produit son rapport en juin 1973. Il fait dix recommandations dont :
- La création d’un Conseil supérieur de l’enseignement du droit regroupant les différents intervenants : Barreau, Chambre des notaires, Universités, communautés étudiantes et représentants du gouvernement;
- Sauf « les cours théoriques sur la Loi du Barreau[4], les lois nouvelles et la déontologie professionnelle, la comptabilité et l’administration d’un bureau d’avocat, l’École se limite à un entraînement professionnel par une initiation à la technique dans son sens étroit (advocacy), plus particulièrement la rédaction [d’actes] de procédures, l’examen des titres, [les] entrevues de clients, [les] préparations de mémoire etc. »;
- Que le financement de la formation professionnelle soit acquitté en partie par le gouvernement.

Entre-temps, le Barreau propose en avril 1973, dans son mémoire au juge Guérin, la création d’un comité mixte composé des doyens des facultés de droit, de représentants du Barreau et de la Chambre des notaires et de représentants de la communauté étudiante. Ce comité a pour but de faire des recommandations concernant le programme de la formation et les conditions d’admission requises des étudiantes et des étudiants. Malgré les efforts consentis de part et d’autre à la recherche de solutions, la session 1973-1974 sera aussi perturbée par un débrayage et des manifestations de la communauté étudiante qui troubleront le déroulement des examens.
En 1974, la gestion complète de l’École sera déléguée au Comité de la formation professionnelle. « Ce comité, créé en 1968, avait, au départ, pour seul but de définir le programme de formation professionnelle et d’assister les directrices et les directeurs de centre de formation. Le comité obtient alors toute la compétence sur la formation professionnelle des futures avocates et des futurs avocats et est responsable des cours de formation professionnelle, des examens et du stage confiés pour la première fois à un seul organisme. Le Barreau du Québec, à partir de ce moment, tiendra à reconnaître et respecter l’autonomie de la gestion de l’École sans intervenir au niveau des aspects pédagogiques et administratifs. »
Les charges d’exploitation de l’École demeurent élevées. Aussi, en 1975, le Gouvernement du Québec verse une importante subvention qui permet d’éponger les déficits accumulés au cours des années précédentes. Par la suite, l’École sera reconnue comme institution d’enseignement éligible à l’obtention de subventions gouvernementales pour contribuer au financement de ses opérations.
À partir de 1978, l’École publie du matériel pédagogique dont la Collection de droit et la Collection des habiletés. Ces documents sont mis à jour chaque année, illustrant ainsi l’évolution constante du droit et de ses méthodes d’enseignement.
Depuis l’ouverture de l’École jusqu’au début des années 1980, le nombre d’étudiantes et d’étudiants la fréquentant augmente régulièrement. L’immeuble de la rue Notre-Dame à Montréal est maintenant trop exigu. En 1984, le Barreau du Québec prend possession de la Maison du Barreau. L’École s’installe dans le nouvel immeuble et bénéficie de locaux plus adéquats pour y loger son administration et le centre de formation de Montréal.

### Le programme de l'École du Barreau
Périodiquement, l’École réoriente ses méthodes d’enseignement pour s’assurer que le programme évolue et s'harmonise avec la pratique de la profession d’avocat. En 1987, l’École implante un programme de formation professionnelle axé sur les habiletés professionnelles, soit la recherche, la consultation, la rédaction, la négociation, la représentation, la déontologie et la pratique professionnelle.
En 1994, nouvelle réforme de la formation : à l’acquisition des habiletés professionnelles, on ajoute l’enseignement du droit substantiel, soit les règles de base qui régissent un domaine particulier du droit.
En 1995, l’École du Barreau innove et modifie le Règlement sur la formation professionnelle des avocats pour permettre aux étudiantes et aux étudiants qui le désirent d'effectuer le stage professionnel, en tout ou en partie, à l'extérieur du Québec. Les finissantes et les finissants à l’École du Barreau, de par leur formation juridique, leur apprentissage des habiletés reliées à la pratique professionnelle et leurs connaissances du droit civil et de la common law, deviennent des candidates et des candidats recherchés sur le marché des services juridiques au niveau international.
Une révision majeure du programme de formation professionnelle est par la suite entreprise en 2005. Le nouveau règlement entre en vigueur le 7 avril 2005 et ajoute l’évaluation diagnostique obligatoire pour toutes les candidates et tous les candidats. Les résultats de cette évaluation permettent au Comité de la formation professionnelle de recommander, le cas échéant, à l’étudiant ou à l’étudiante de suivre des cours préparatoires avant de débuter la formation professionnelle. Cette formation basée sur une approche par compétences permet aux étudiantes et aux étudiants de développer les quatre compétences suivantes :
- Adopter une conduite éthique et professionnelle
- Communiquer efficacement
- Établir un diagnostic
- Choisir, élaborer et appliquer la solution

Afin de rester innovante tant sur le plan pédagogique que sur le plan de la gestion, l’École élabore et met en place un tout nouveau programme de formation professionnelle en 2024, soutenu par une révision complète du Règlement sur la formation professionnelle des avocats. L’esprit du programme de l'École du Barreau s’articule désormais autour de l’apprentissage expérientiel afin de permettre aux étudiantes et aux étudiants de développer concrètement leurs compétences professionnelles par le biais de cas réels.

## Programme actuel
La mise en place du programme de formation actuel a été soutenue par deux projets pilotes. Le premier s’est déroulé à l’automne 2022. Le nouveau programme a été mis en place dans les quatre centres de formation à l’année scolaire 2023-2024 sous forme d’un projet pilote d’envergure pour l’ensemble de la communauté étudiante,. Le programme relevait alors du Règlement sur la mise en œuvre du projet pilote du nouveau programme de formation professionnelle au sein de l'École du Barreau pour l’année scolaire 2023-2024.
Le Règlement sur la formation professionnelle des avocats confirmant la mise en place du nouveau programme de l’École est entré en vigueur le 25 janvier 2024.
Le programme se présente en 3 blocs : 
Bloc 1 - Apprentissages spécifiques et examens
La première partie de la formation consiste en de l’enseignement offert selon différents modes d’apprentissage et la passation de trois examens : Droit appliqué, Théorie de la cause et rédaction ainsi qu’Éthique, déontologie et pratique professionnelle.
Bloc 2 - Apprentissage expérientiel
L’apprentissage expérientiel est au cœur de la deuxième étape de la formation. Les étudiantes et les étudiants participent à la Clinique juridique du Barreau du Québec ainsi qu’à des cliniques techniques pour poursuivre l’acquisition de compétences.
Bloc 3 - Stage
Le stage en milieu de travail constitue l’étape ultime avant d’accéder à la profession d’avocat. D’une durée de six mois, il se fait sous la supervision d’un membre de l’Ordre ou d’un membre de la magistrature.
En ajoutant une phase clinique expérientielle obligatoire à son cursus, une initiative unique en Amérique du Nord, l’École du Barreau fait de l’insertion professionnelle et de la modernisation du système de justice une réalité. 

## Centres de formation
L’École dispense son programme de formation dans quatre centres de formation, répartis dans les diverses régions du Québec où se trouvent une université décernant un diplôme donnant accès à l’École du Barreau. 
- Montréal

Le centre de formation de Montréal ainsi que la direction et l’administration de l’École logent dans la Maison du Barreau située au 445, boul. Saint-Laurent, bureau 215.
- Québec

Le centre de formation de Québec a changé de lieux six fois, passant du Petit séminaire de Québec lors de son ouverture à son adresse actuelle en 1991. Le centre est situé au 76, rue Saint-Paul, bureau 200 (entrée des étudiantes et des étudiants : 55, Quai St-André)
- Sherbrooke

Le Centre de formation de Sherbrooke a tout d’abord occupé des locaux de l’Université de Sherbrooke. Il a par la suite déménagé sur la rue Wellington, et loge aujourd’hui au 380, rue King Ouest, face au Palais de justice.
- Gatineau

Le centre de formation de Gatineau a été logé dans des locaux de l’Université d’Ottawa, puis ceux de l’Université du Québec en Outaouais. Il est désormais au cœur de Gatineau, au 41 rue Victoria, local G001.

## Direction
La direction de l'École du Barreau relève du Comité de la formation professionnelle et a la responsabilité de l'administration, de l'organisation du programme ainsi que du fonctionnement de l'École et des quatre centres de formation. Le directeur de l'École du Barreau est Me Guy-François Lamy.
Le Comité de la formation professionnelle (CFP) est responsable de l’application du Règlement sur la formation professionnelle des avocats  et de l’administration de l’École, dont il rend compte au Conseil d’administration du Barreau du Québec. À ces fins, le Comité détermine les règles de fonctionnement de l’École dans le but d’assurer le bon déroulement de ses activités et d’en favoriser l’administration efficiente. Le président actuel du CFP est Me Peter Joseph Moraitis.
À l'entrée en vigueur du plus récent programme, onze directrices et directeurs se sont succédé à la direction de l’École du Barreau. Le Comité de la formation professionnelle (CFP) a connu dix-huit présidentes et présidents ainsi qu’une centaine de membres.